# Game Developer (Website)
Game Developer, bis August 2021 Gamasutra, ist eine Website, die sich hauptsächlich an Computerspieleentwickler richtet. Gegründet wurde sie 1997 unter dem Namen Gamasutra und gehört Informa. Die Website war teilweise mit der Zeitschrift Game Developer verknüpft. Seit 2007 organisiert Game Developer die Game Developers Choice Awards.
Die Website und ihre Autoren gewannen 2006 und 2007 einen Webby Award.
Im August 2021 änderte die Website ihren Namen von Gamasutra zu Game Developer.